# 梅济约
梅济约（法語：Meyzieu，法語發音：[mɛzjø]）是法国里昂大都会的一个市镇，属于里昂区。

## 地理
梅济约（45°45'59"N, 5°0'10"E）面积23.01 平方千米，位于法国奥弗涅-罗讷-阿尔卑斯大区里昂大都会，后者为法国的一个特殊地位集体，自2015年脱离罗讷省成立，位于法国中东部，中心城市为里昂。
与梅济约接壤的市镇（或旧市镇、城区）包括：贝诺、圣莫里斯德贝诺、蒂勒、米里贝勒、沙雪、代西讷-沙尔皮约、热纳斯、若纳日、皮西尼昂。
梅济约的时区为UTC+01:00、UTC+02:00（夏令时）。

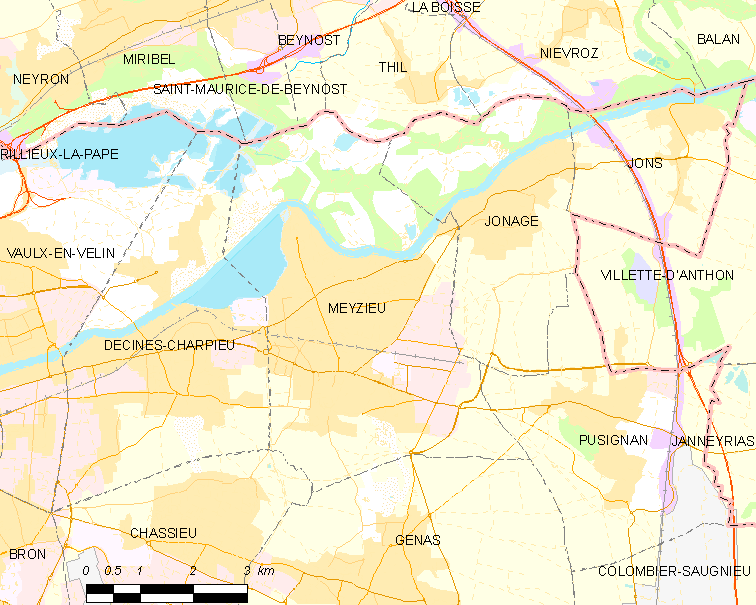
梅济约的OSM定位图

## 行政
梅济约的邮政编码为69330，INSEE市镇编码为69282。

## 政治
梅济约的现任市长为克里斯托夫·基尼乌（Christophe Quiniou）先生，任期为2020-2026年。

## 人口

1962-2008年间梅济约人口变化图示

梅济约于2022年1月1日时的人口数量为36437人。